# Antonio Rodotà

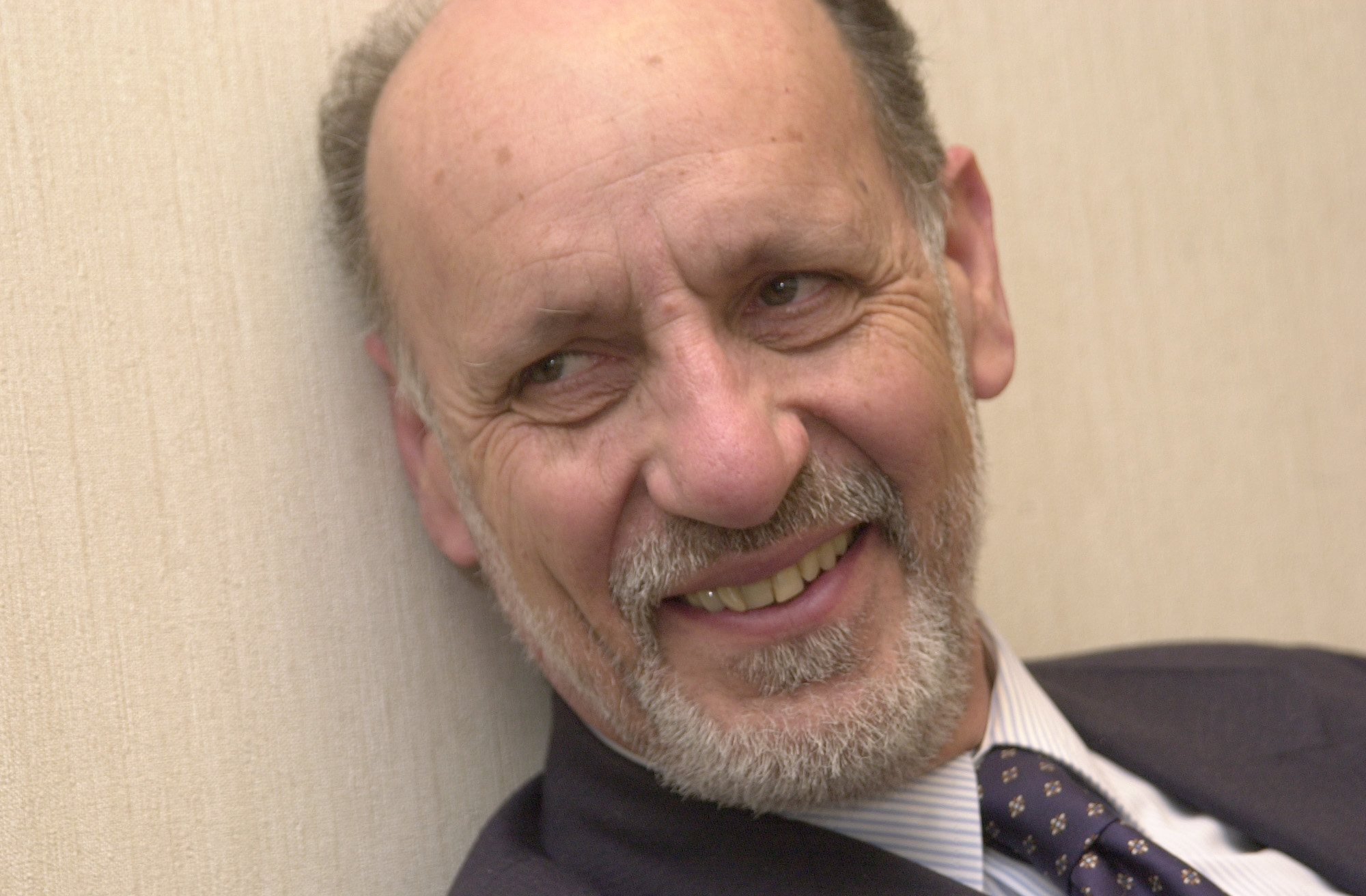
Antonio Rodotà (2002)

Antonio Rodotà (* 24. Dezember 1935 in Cosenza; † 23. Februar 2006 in Rom) war ein italienischer Industriemanager und Generaldirektor der Europäischen Weltraumorganisation (ESA) von Juni 1997 bis Juni 2003. Er war der erste ESA-Generaldirektor, der direkt aus der Industrie kam.

## Leben
Rodotà studierte Elektrotechnik an der Universität Rom. Nach seinem Abschluss 1959 arbeitete er bei Selenia (1966–1980). Die nächsten drei Jahre war er Generaldirektor der italienischen Satellitengesellschaft CNS und wechselte 1983 zu Alenia Spazio, wo er mit verschiedenen leitenden Aufgaben betraut war und 1995 Generaldirektor wurde. Außerdem war er für die Firmen Finmeccanica (Italien) und Arianespace tätig. Rodotà war auf Ernennung des Rates der Europäischen Weltraumorganisation Generaldirektor der ESA von Juni 1997 bis Juni 2003. Rodotà gilt als einer der Gründerväter von Europas Satellitennavigationssystem Galileo.
Sein Nachfolger wurde Jean-Jacques Dordain.